# マウレ州

マウレ州
VII Región del Maule

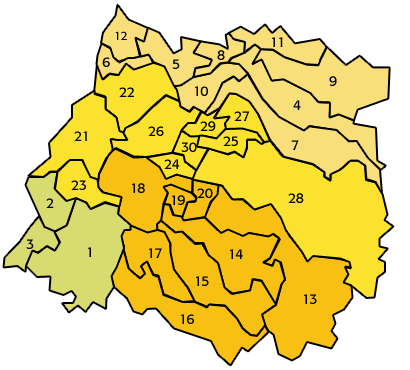
行政区

マウレ州（Región del Maule）＝VII州（第七州）は、チリ中部の州。面積は30,296km2。人口は1,044,950人（2017年国勢調査）であり、その1/3は農村部に住んでいる。州都はタルカ。州名はアンデス山脈を源流に流域面積20,600 km2を誇り、インカ帝国南境に当たったマウレ川に由来する。

## 特徴
マウレ州は多くの著名人を輩出している。特に作家や詩人、大統領を含む政治家、科学者や博物学者、牧師やミュージシャン、民俗学者、ジャーナリストや歴史学者などで知られる。長い距離を経て州を横切るマウレ川は、チリの文学に大きな影響を与える「最も優れた」川と捉えられている。多くの小説などで舞台として、または川そのものが主人公として描かれ、数々の作家や小説家たちはこの川が州の伝統文化を醸成したと考えている。
州内の小さな町や村には植民地時代の住居や修道院など多くの建築物が保存されている。その中でもタルカ県とリナレス県にあるパリッシュ教会は、その美しさや歴史的・建築学的価値の高いものとして知られる。

## 隣接州
- リベルタドール・ベルナルド・オイギンス州
- メンドーサ州
- ネウケン州
- ニュブレ州

## 行政区分
州は4つの県に区分される。
| 地区名       | 面積 km2 | 人口    | 首府       |
| ------------ | -------- | ------- | ---------- |
| カウケネス県 | 3,027    | 57,088  | カウケネス |
| クリコ県     | 7,281    | 244,053 | クリコ     |
| リナレス県   | 10,050   | 253,990 | リナレス   |
| タルカ県     | 9,961    | 352,966 | タルカ     |

各地区はさらに直轄市に分けられ、マウレ州の場合は30の市がある。
カウケネス県
首府：カウケネス
1 カウケネス
2 チャンコ
3 ペリュウエ
クリコ県
首府：クリコ
4 クリコ
5 ウアラニェ
6 リカンテン
7 モリナ
8 ラウコ
9 ロメラル
10 サクラダ・ファミリア
11 テノ
12 ビチュケン/ヴィチュケン
リナレス県
首府：リナレス
13 コルブン
14 リナーレス
15 ロンガビ
16 パラル
17 レティロ
18 サン・ハビエル
19 ビジャ・アレグレ
20 ジェルバス・ブエナス
タルカ県
首府：タルカ
21 コンスティトゥシオン
22 クレプト
23 エンペドラド
24 マウレ
25 ペラルコ
26 ペンカウエ
27 リオ・クラロ
28 サン・クレメンテ
29 サンラファエル
30 タルカ

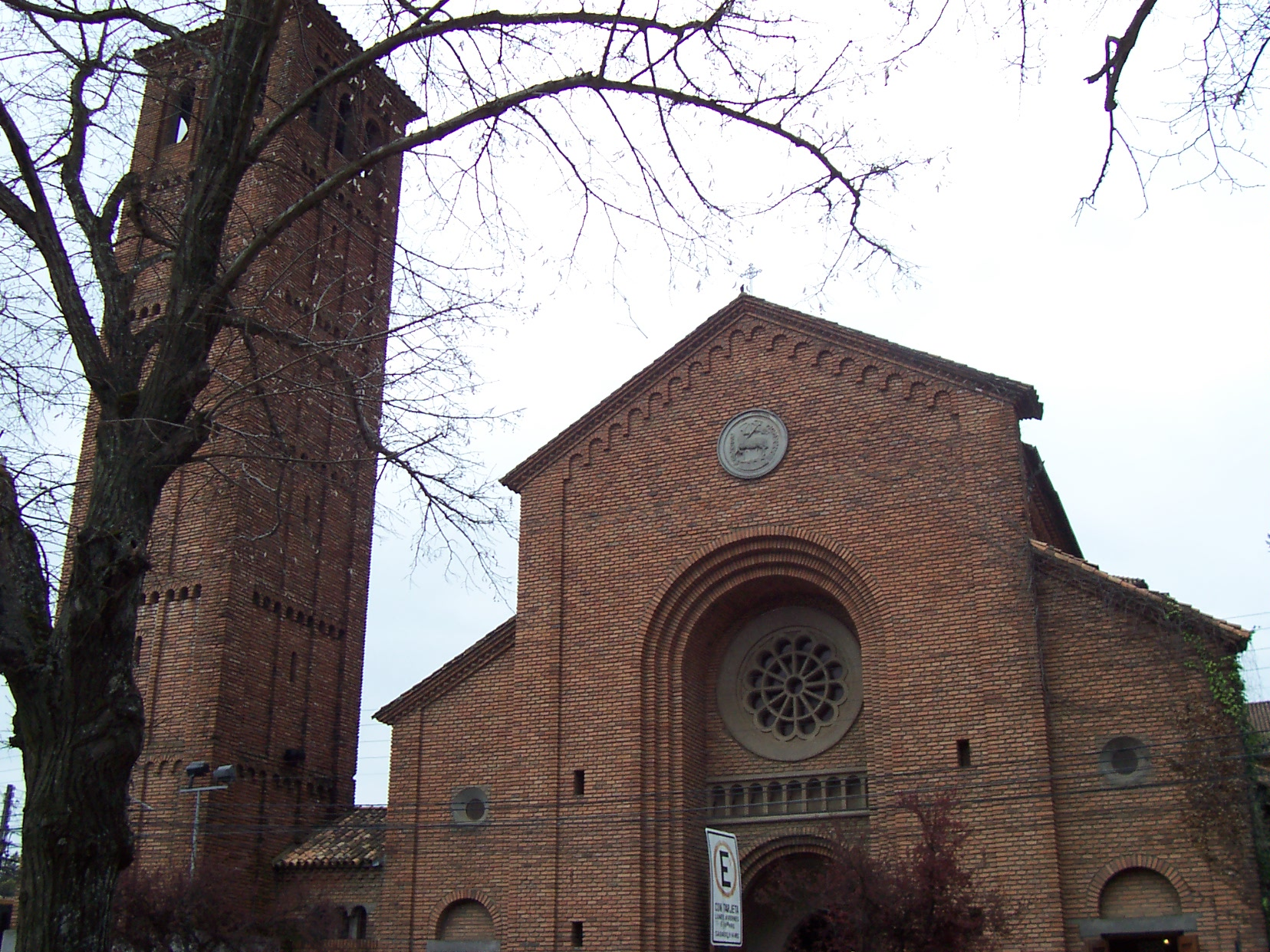
San Ambrosio教会、リナレス県
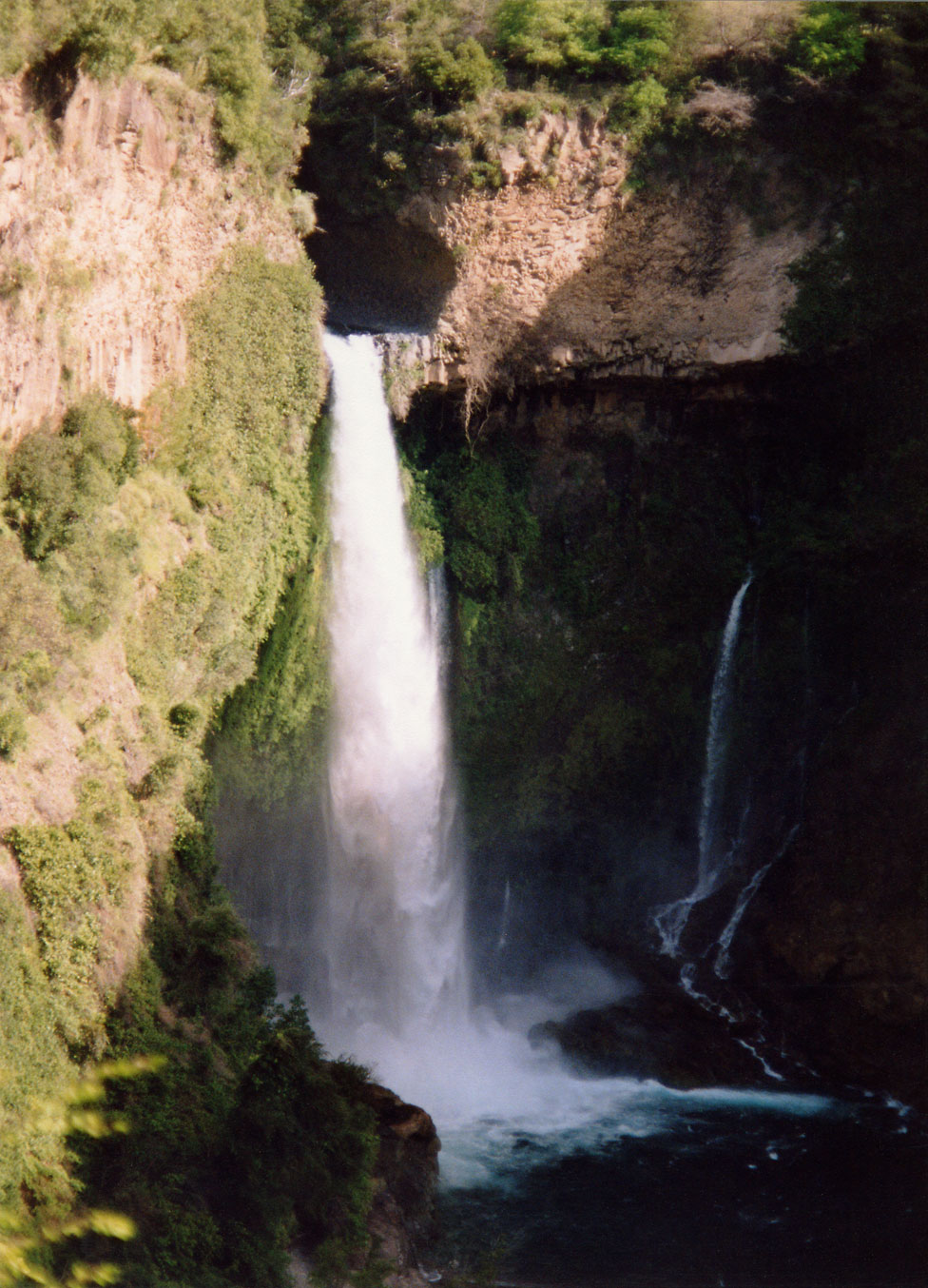
クリコ県の滝El velo de la novia
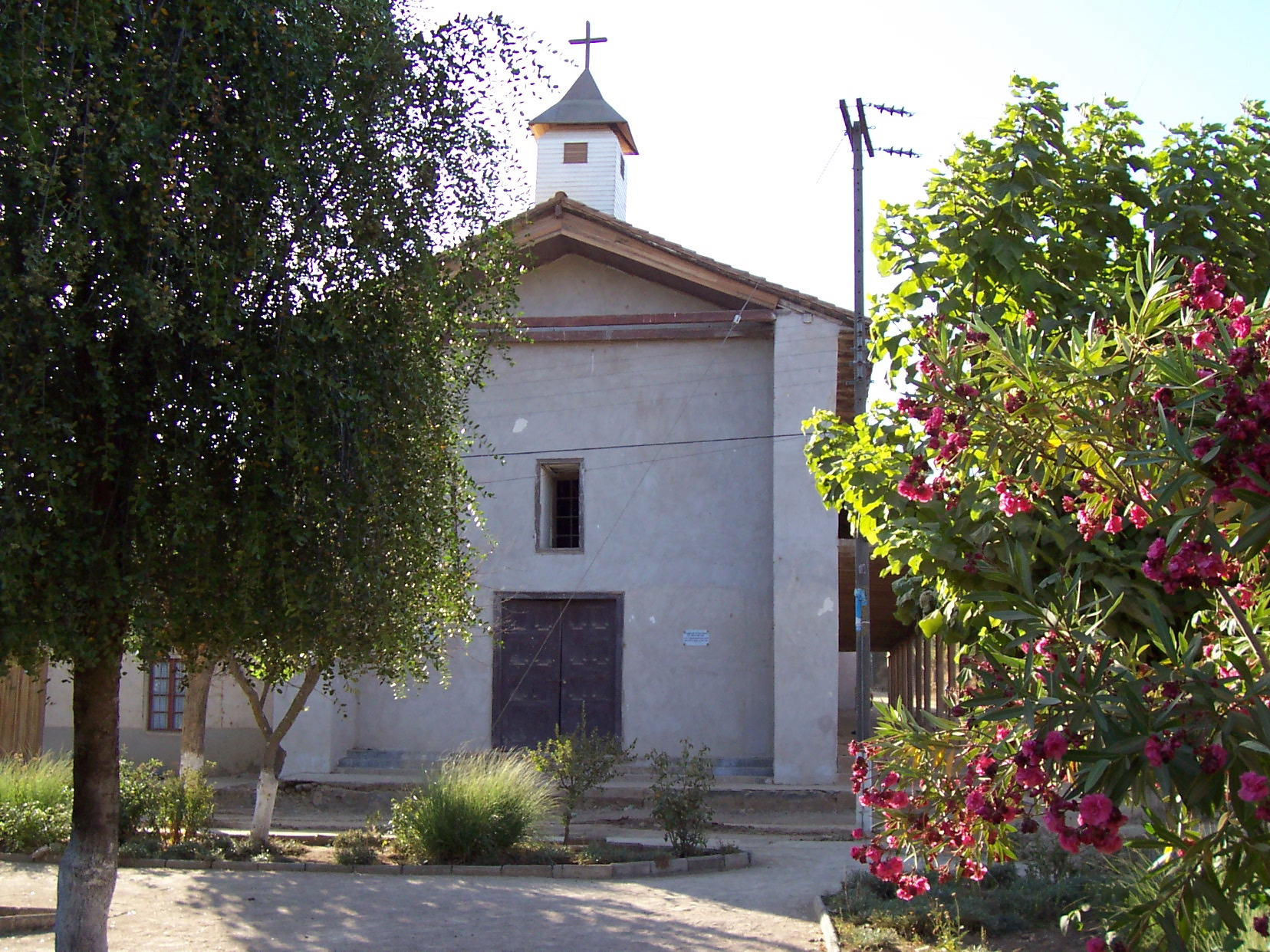
リナレス県サン・ハビエルパリッシュ教会
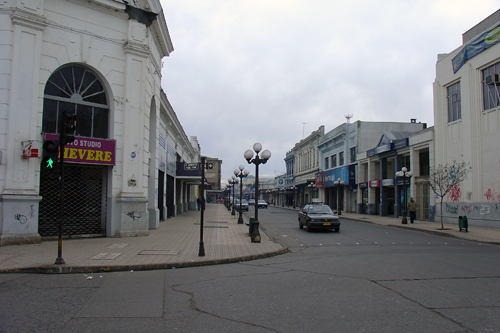
タルカのメインストリート